# Campeonato de Primera División 1909 (Argentina)
La Copa Campeonato 1909 fue el decimoctavo torneo de la Primera División del fútbol argentino. Se disputó entre el 2 de mayo y el 21 de noviembre. 
Alumni Athletic Club se quedó por octava vez con el torneo, con 8 puntos de ventaja sobre el recién ascendido Club Atlético River Plate. 
Al finalizar el mismo, se produjo el descenso de los equipos ubicados en los dos últimos puestos en la tabla de posiciones, entre ellos el multicampeon Lomas que se despediría de la Liga.

## Ascensos y descensos
| Pos | Equipo ascendido |
| --- | ---------------- |
| 1.º | River Plate      |

| Pos  | Equipo descendido en la temporada 1908 |
| ---- | -------------------------------------- |
| 10.º | San Martín                             |
| Des. | Nacional                               |

## Tabla de posiciones final
| Pos  | Equipo               | Pts | PJ | G  | E | P  | GF | GC | Dif |
| ---- | -------------------- | --- | -- | -- | - | -- | -- | -- | --- |
| 1.º  | Alumni               | 32  | 18 | 15 | 2 | 1  | 74 | 19 | 55  |
| 2.º  | River Plate          | 24  | 18 | 11 | 2 | 5  | 35 | 26 | 9   |
| 3.º  | Quilmes              | 20  | 18 | 8  | 4 | 6  | 36 | 39 | -3  |
| 4.º  | Estudiantes (BA)     | 19  | 18 | 8  | 3 | 7  | 40 | 31 | 9   |
| 5.º  | Belgrano Athletic    | 18  | 18 | 6  | 6 | 6  | 36 | 35 | 1   |
| 6.º  | San Isidro           | 17  | 18 | 7  | 3 | 8  | 33 | 27 | 6   |
| 7.º  | Porteño              | 16  | 18 | 7  | 2 | 9  | 35 | 39 | -4  |
| 8.º  | Argentino de Quilmes | 14  | 18 | 5  | 4 | 9  | 19 | 40 | -21 |
| 9.º  | Reformer             | 12  | 18 | 3  | 6 | 9  | 21 | 42 | -21 |
| 10.º | Lomas Athletic       | 8   | 18 | 1  | 6 | 11 | 17 | 48 | -31 |

|  |            |
|  | Campeón    |
|  | Descendido |

## Descensos y ascensos
Lomas Athletic y Reformer descendieron a Segunda División. Con el único ascenso de Gimnasia y Esgrima de Buenos Aires, para el torneo de 1910 los participantes se redujeron a 9 equipos.